# Hotel Titus
L'Hotel Titus era un edifici d'Arenys de Mar (Maresme) inclòs a l'Inventari del Patrimoni Arquitectònic de Catalunya i actualment enderrocat.

## Descripció
Un edifici d'aire modernista de PB + 3P (planta baixa i tres pisos) acollia les instal·lacions d'un balneari fins als anys 50 del segle XX quan una ampliació el transforma en un hotel convencional, amb un jardí de grans dimensions a peu de carretera amb un brollador d'aigua calenta que servia per condicionar les habitacions i la piscina a l'aire lliure.

## Història
Les aigües termals de Caldes tenen una surgència al terme d'Arenys i són aprofitades per dos establiments balnearis: els banys municipals i l'Hotel Titus que fou construït el 1916, modificat i ampliat respecte a la construcció original als anys 50. Transformat en hotel convencional, mantingué una piscina termal a l'aire lliure. Es coneix la intervenció de l'arquitecte J. Puig i Cadafalch al dibuix de la porta d'entrada als jardins de les termes de Caldetes "Can Titus". (1893).